# Andes lallemandi
Andes lallemandi är en insektsart som beskrevs av Synave 1953. Andes lallemandi ingår i släktet Andes och familjen kilstritar. Inga underarter finns listade i Catalogue of Life.